# Júlio Tavares
Júlio Carolino Tavares (* 19. November 1988 in Tarrafal de São Nicolau), auch in der Schreibweise Júlio Tavares bekannt, ist ein kap-verdischer Fußballspieler auf der Position des Stürmers. Er ist aktuell für Al-Raed in Saudi-Arabien und der Kapverdischen Fußballnationalmannschaft aktiv.

## Karriere

### Verein
Tavares begann seine Fußballkarriere 2006, bei dem unterklassigen französischen Verein AS Montréal in der Stadt Montréal-la-Cluse. Im Juli 2008 wechselte er zum damaligen Fünftligisten FC Bourg-Péronnas in die Region Auvergne-Rhône-Alpes. Mit den Verein stieg er in seiner ersten Saison die viertklassige CFA auf. Dort gelangen ihm in der Saison 2009/10 acht und in den zwei darauffolgenden Spielzeiten 14 und 16 Tore. Er absolvierte im Juli 2012 ein mehrwöchiges Probetraining beim französischen Zweitligisten FCO Dijon, infolge dessen er fest von den Verein verpflichtet wurde. Sein Profidebüt gab er am 14. September 2012, als er beim 1:1 gegen die Mannschaft AS Monaco in der Startelf stand. Tavares avancierte in der laufenden Saison zum Stammspieler des Vereins. Sein erstes Tor schoss er am 24. September 2012, im Spiel gegen Clermont Foot traf er zum 1:1-Ausgleich. Mit 10 Toren in seiner ersten Saison bei Dijon, belegte er zusammen mit Benjamin Jeannot und Yaya Sanogo, Platz 14 der Torjägerliste in der Ligue 2. Ähnlich stellte sich die Situation in den nachfolgenden Spielzeiten dar, in deren Verlauf er in der Regel gesetzt war und regelmäßig Torerfolge verbuchen konnte. In der Spielzeit 2014/15 kämpfte er mit dem FCO um den Aufstieg, doch mit 61 Zählern beendete das Team die Saison auf den 4. Platz. Ein Jahr später absolvierte er am 14. Spieltag gegen AS Nancy-Lorraine sein 100. Einsatz in der Ligue 2. Mit seinen 11 Saisontoren trug er maßgeblich zum Aufstieg des Vereins in die Ligue 1 bei. Auch hier konnte er seine Torjägerqualitäten beweisen und erzielte in seiner Ligue 1 Debütsaison 9 Tore in 35 Spielen. Ein Jahr später verbesserter er seine bisherige beste Trefferzahl von 11 auf 12 Tore in einer Saison. Am 20. Spieltag erzielte er im Spiel gegen den FC Metz, das schnellste Tor der Saison, als er nach nur 29 Sekunden den 1:0-Führungstreffer erzielte. Mit 80 Toren, ist er bis heute der beste Torschütze in der Geschichte des Vereins und belegt mit 269 Einsätzen auch Platz zwei, hinter Vereinsikone Stéphane Mangione, der ewigen Einsätze für Dijon. Im September 2020 verließ er Frankreich in Richtung Saudi-Arabien und wechselte zum Verein Al-Faisaly in die Saudi Professional League. Hier gewann er in seiner ersten Saison den King Cup, wo er im Finale gegen Al-Taawoun einen Hattrick erzielte. Zwei Jahre später, im Juli 2022, wechselte er zum Ligakonkurrenten Al-Raed nach Buraida.

### Nationalmannschaft
Sein Debüt für die Kapverdische Fußballnationalmannschaft gab Tavares am 14. November 2012 im Freundschaftsspiel gegen die Auswahl von Ghana. Er nahm an mehreren Qualifikationsspielen zur Fußball-Weltmeisterschaft (2014, 2018, 2022) teil, konnte sich jedoch mit der Mannschaft bisher nicht für eine Endrunde qualifizieren. Zudem war Tavares Teilnehmer an Qualifikationsspielen zur Afrikameisterschaft (2015, 2017, 2019, 2022) und vertrat seine Heimat bei den Endrunden 2013 in Südafrika und 2022 in Kamerun. Im Jahr 2013 zog die Mannschaft Punktgleich mit Südafrika in das Viertelfinale ein. An der Seite von Torwart Vózinha, Babanco und Nando Neves musste er sich hier der favorisierten Mannschaft aus Ghana mit 2:0 geschlagen geben. Es ist bis heute der größte Erfolg der kapverdischen Nationalmannschaft. Im ersten Spiel der Kap Verden bei der Endrunde des Afrika-Cup 2022 in Kamerun erzielte er per Kopf das 1:0-Siegtor gegen die Mannschaft aus Äthiopien. Doch auch bei diesem Turnier schied die Mannschaft bereits im Achtelfinale, gegen den späteren Afrikameister Senegal, mit 2:0 aus. Seinen bisher letzten Einsatz im Trikot der Nationalelf absolvierte Tavares am 7. Juni 2022, im Rahmen der Qualifikation zur Afrikameisterschaft 2024, gegen die Mannschaft aus Togo.

### Erfolge
- 2001: King Cup